# Phare des Îles Lobeiras
Le phare des Îles Lobeiras (ou phare de Corcubión) est un phare situé sur Lobeira Grande, la plus grande des îles Lobeiras faisant partie de la paroisse civile de Corme Porto la commune de Corcubión, dans la province de La Corogne (Galice en Espagne).
Il est géré par l'autorité portuaire de La Corogne .

## Histoire
En 1904, le projet de l'ingénieur Antonio Herbella a été approuvé pour la construction d'un phare sur Lobeira Grande. Les travaux ont commencé en 1906. Le projet initialement envisagé était une tour métallique, mais il a été décidé de le remplacer par une tour en pierre pour éviter la corrosion. Il a été mis en service le 15 septembre 1909.
Le phare est composé d'une tour octogonale en pierre, avec galerie et lanterne, attachée au fronton d'une maison rectangulaire de gardiens de deux étages. Elle est édifiée sur deux niveaux. Le niveau inférieur est constitué de plusieurs parois inclinées pour offrir une plus grande résistance aux tempêtes. Le niveau supérieur est l'habitation. Il est construit directement sur les rochers. Il émet un groupe de trois éclats blancs toutes les 15 secondes visible jusqu'à 9 milles nautiques (environ 16 km). Il marque totalement la zone de tous les îlots de l'archipel. Il est situé à environ 4 km au sud du phare de Cabo Cee. Il n'est accessible qu'en bateau.
Au début, un gardien de phare devait nécessairement résider sur l'île. Mais le danger du lieu, durant les tempêtes, a supprimé cette résidence forcée par une nouvelle installation automatisée le 10 août 1924.
Identifiant : ARLHS : SPA168 ; ES-03920 - Amirauté : D1756 - NGA : 2680.

### Lien connexe
- Liste des phares d'Espagne